# Emmanuelle Haïm
Emmanuelle Haïm (n. París, 11 de mayo de 1962) es una clavecinista y directora de orquesta con un particular interés en la música antigua y la música barroca.

## Formación y comienzos como clavecinista
Haïm creció en París, y fue criada como católica a pesar de que su padre es judío. Su educación musical comenzó temprano, después de que su padre le comprara un piano de cola, y una visita a su familia por el gran virtuoso Zoltán Kocsis cuando ella tenía 8 años de edad. También estaba interesada en la danza de niña, pero fue diagnosticada de una curvatura de la columna vertebral a la edad de 10 años, y llevó un corsé durante 10 años.
Haïm pasó 13 años estudiando en el Conservatorio Superior de Música de París, donde estudió órgano con André Isoir, recibió formación de pianista con Yvonne Lefébure y estudió escritura musical y armonía con Jean-Claude Raynaud. Después se enfocó en el clavicémbalo, que estudió con Kenneth Gilbert y Christophe Rousset, y recibió cinco primeros premios en el Conservatorio. 
William Christie la invitó a trabajar con su conjunto Les Arts Florissants, como intérprete de continuo y asistente musical. Por recomendación de Christie, más tarde trabajó como asistente de Simon Rattle, y su artista invitada. Es con Simon Rattle cuando decide convertirse en directora.

## Periodo docente
Su pasión por la expresión vocal la llevó a dedicarse a la dirección de canto en el Baroque Music Centre en Versalles. Ella ejerce la docencia en el CNSMDP de 1990 a 2002, donde enseña escritura, música vocal barroca, pero también es profesora de repertorio barroco. También trabajó con Daniel Harding y Claudio Abbado, mientras acompañaba a varias cantantes como Cecilia Bartoli, Patricia Petibon, Sandrine Piau ....  

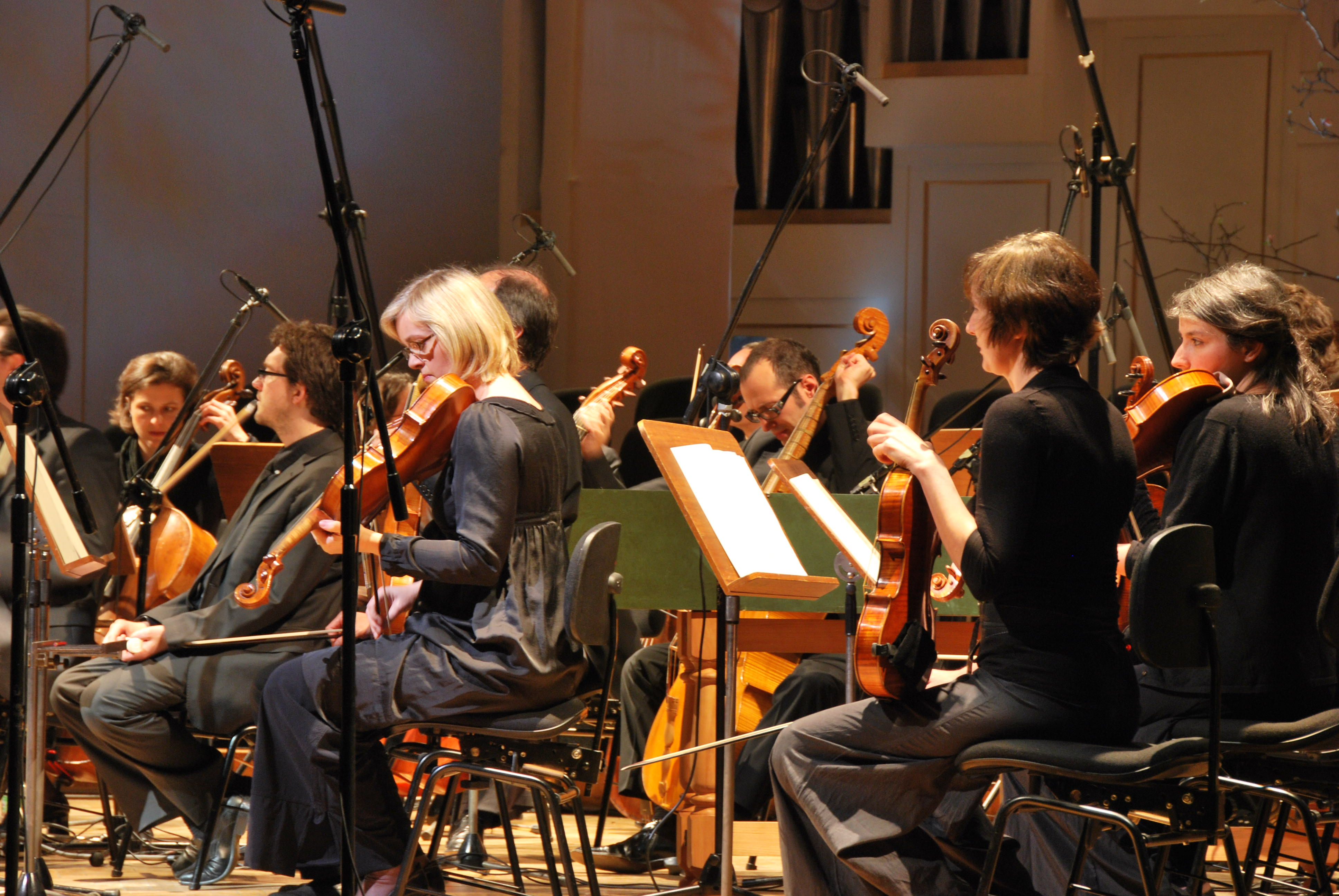
Le Concert d’Astrée - Misteria Paschalia 2011

## Le Concert d'Astrée
Después de varios años, Haïm dejó Les Arts Florissants para convertirse en directora de orquesta. En 2000, formó su propio conjunto de la época barroca, "Le Concert d'Astrée", con el que ha dirigido y realizado giras regularmente tanto en Francia como en el extranjero. La orquesta interpreta tanto Rameau o Lully como en Monteverdi, Purcell, Haendel o Mozart, de París a Nueva York y muchos festivales en Francia y en el extranjero - Londres, Berlín, Salzburgo, Ámsterdam -. Este éxito se coronó en 2003 con la Victoire de la Musique Classique premiando al mejor conjunto del año. En 2004, la orquesta se mudó a la residencia en la Ópera de Lille. Emmanuelle Haïm y Le Concert d'Astrée dan las representaciones teatrales de Tamerlán de Haendel y luego del Orfeo de Monteverdi.
En 2005, para continuar su proyecto con The Concert d'Astrée, creó el coro del Concert d'Astrée, que se une a la orquesta en muchos proyectos. Durante las producciones de ópera escénica, Emmanuelle Haïm y Le Concert d'Astrée colaboran con grandes nombres de la puesta en escena como Jean-François Sivadier, Jean-Louis Martinoty, Robert Wilson, Robert Carsen, David McVicar, Giorgio Barberio Corsetti, Sandrine Anglade. Entre las óperas dirigidas por Emmanuelle Haïm se pueden incluir la Coronación de Poppea y Teseo de Lully, Hipólito y Aricia de Rameau, Giulio Cesare de Handel, Orfeo de Monteverdi, Las bodas de Figaro de Mozart, The Fairy Queen de Purcell ...
En 2001, Le Concert d'Astrée firmó un contrato exclusivo con la etiqueta Virgin Classics. Sus grabaciones son abundantemente recompensados por los críticos:  Victoires de la Musique Classique (Lamenti, mejor grabación en 2009, Carestini, la historia de un castrado, mejor grabación en 2008) y la grabación de referencia de Dido y Eneas, que en 2003 recibió el famoso Echo Deutscher Musikpreis (Alemania).
En 2010, Emmanuelle Haïm dirigió a Philippe Jaroussky y Sandrine Piau en dos noches de gala excepcionales dedicadas a Haendel en el Théâtre des Champs Élysées, donde irá  de nuevo en noviembre de 2010 para dirigir el Orlando de Haendel.
En 2011, dirigió su orquesta en otra obra de Haendel, Giulio Cesare, con dirección escénica de Laurent Pelly en la Opéra Garnier, con Nathalie Dessay o Jane Archibald como Cleopatra.
En 2012, dirigió The Concert d'Astrée en Médée de Marc-Antoine Charpentier en el Théâtre des Champs-Élysées.

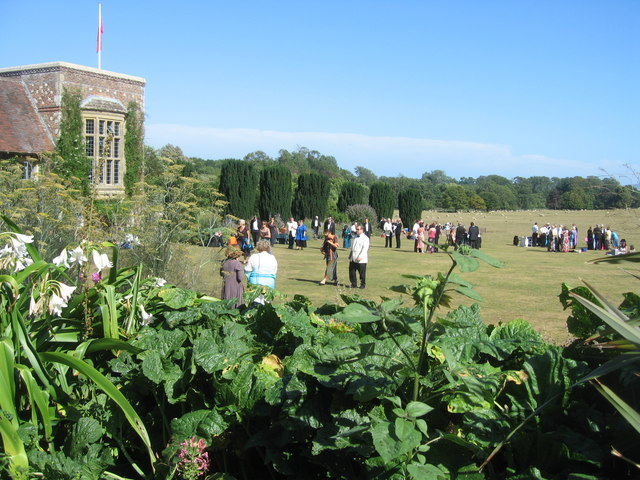
Glyndebourne. House, garden and opera.

## Carrera como directora con otras formaciones
En 2001 hizo su debut con la Glyndebourne Touring Opera, en una producción de Rodelinda de Haendel, que la llevó a una mayor proyección artística. Regresó a Glyndebourne en 2006 para llevar a cabo su producción de Giulio Cesare. Su primera aparición en Los Proms fue en julio de 2008. En marzo de 2008, Emmanuelle Haïm actúa por primera vez al frente de la Orquesta Filarmónica de Berlín. Fiel artista de la Glyndebourne Festival Opera, presentó en el verano de 2008, L'incoronazione di Poppea de Monteverdi. También actúa regularmente la Orquesta del Siglo de las Luces, la Orquesta Sinfónica de Birmingham, la Orquesta de Cámara de Escocia, la Deutsches Sinfonie Orchester de Berlín y la Orquesta Hessischer Rundfunk de Frankfurt. 
Su debut en Estados Unidos fue en el año 2003, en el Teatro de la Ópera de Chicago. El 2 de noviembre de 2007 se convirtió en la primera mujer en dirigir en la Lyric Opera de Chicago, la realización de Giulio Cesare. Su primera aparición en Estados Unidos con una orquesta sinfónica, fue en noviembre de 2011, en Los Ángeles.
Haïm se ha casado y divorciado. Es la madre de una hija, Louise, a partir de su relación con el oboísta Laurent Decker.

## Grabaciones
Haïm tiene un contrato discográfico con Virgin Classics. Sus colaboradores han incluido a Natalie Dessay, Ian Bostridge, Rolando Villazón, Philippe Jaroussky, Susan Graham, Sara Mingardo y Laurent Naouri.

### Discografía (extracto)
- Handel, Arcadian Duetos con Natalie Dessay, Laura Claycomb, Véronique Gens et al. (2002, Virgin Classics)
- Purcell, Dido y Eneas con Susan Graham, Ian Bostridge et al. (2003, Virgin Classics)
- Monteverdi, L'Orfeo con Ian Bostridge, Natalie Dessay, Véronique Gens et al. (2004, Virgin Classics)[10]
- Handel, Delirio con Natalie Dessay (2005, Virgin Classics)[11]
- Monteverdi, Il Combatimento Di Tancredi i Clorinda con Rolando Villazón , etc. al. (2006, Virgin Classics)
- Handel, Il Trionfo del tempo e del disinganno con Natalie Dessay, Ann Hallenberg et al. (2007, Virgin Classics)
- Lamenti con Rolando Villazón, Natalie Dessay, Véronique Gens, Joyce DiDonato et al. (2008, Virgin Classics)
- Bach, Cantatas con Natalie Dessay (2008, Virgin Classics)
- Handel, Cleopatra con Natalie Dessay (2011, Virgin Classics)
- Une fête baroque con Natalie Dessay, Ann Hallenberg, Philippe Jaroussky, Rolando Villazón et al. (2012, Virgin Classics)

## Premios
Emmanuelle Haïm se convirtió en Chevalier de la Légion d'Honneur en 2009, y es Caballero de la Ordre des Arts et des Lettres. En 2007, obtuvo el título de miembro honorario de la Royal Academy of Music de Londres.